# Tungt artilleri
Tungt artilleri avser fältartilleripjäser med tung kaliber (grov kaliber): 149 millimeter eller mer.
En analog benämning är svårt artilleri inom sjöartilleri.